# シリカゲル

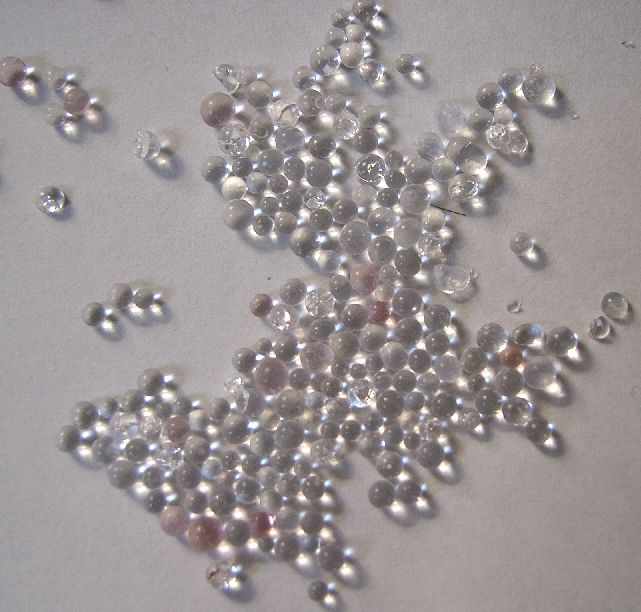
粒状のシリカゲル

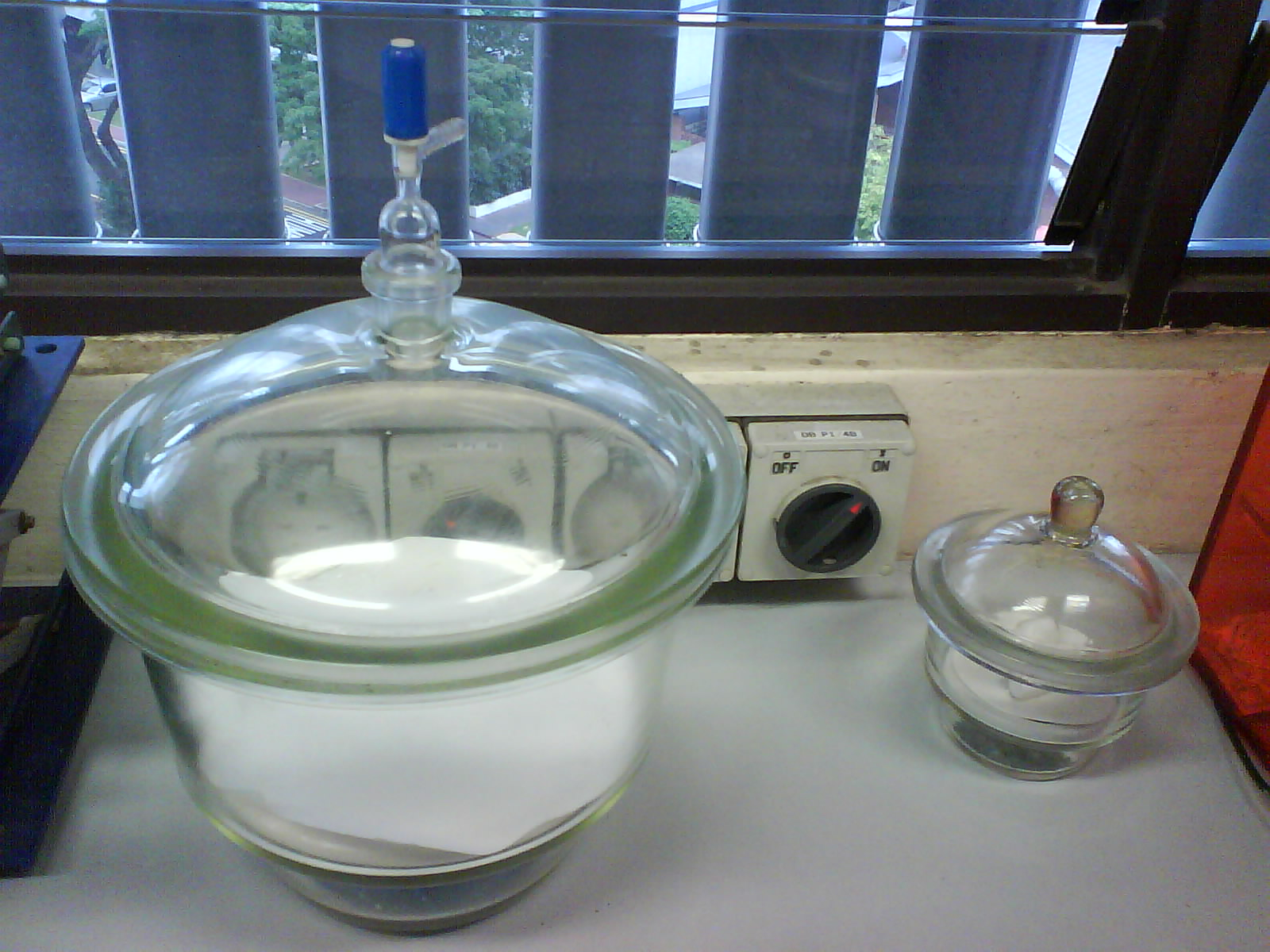
ガラス製デシケーターでの使用例。左は真空デシケーター・右は小型のデシケーター。乾燥剤には塩化コバルトを添加して、水が吸着されたかどうかが判るようにしたシリカゲルを使用している。

シリカゲル（英: silica gel）は、メタケイ酸ナトリウム（Na2SiO3）の水溶液を放置することによって生じる酸成分の加水分解で得られるケイ酸ゲルを脱水・乾燥して製造される物質である。組成式はSiO2・nH2O、CAS登録番号は7631-86-9である。

## 用途
シリカゲルは多孔質であるため、単位体積当たりの表面積が広く、付近の物質を吸着し易い。この性質を利用して、水の吸着剤や、液体クロマトグラフィなどのカラムの中身や、触媒の担体などとして使用するほか、下記に示すような安全性を根拠として、包装用乾燥剤として一般的に流布する。

### 乾燥剤
シリカゲルには水を吸着し易い性質があるため、乾燥剤として広く使用されている。元来のシリカゲルは無色半透明であるものの、乾燥剤として用いるシリカゲルには、しばしば水の指示薬として塩化コバルト(II) を添加した物が利用される。塩化コバルトを添加したシリカゲルは、水の吸着量が少なく水の吸着力が充分な時は青色を呈し、水の吸着量が増えて水の吸着力が低くなると淡桃色を呈する。乾燥剤としてのシリカゲルは、電子レンジあるいはフライパンなどで加熱することにより、細孔内部の水分を蒸発させることが可能であるため、この加熱処理により再利用が可能となる。塩化コバルトが添加されたシリカゲルは、淡桃色から青色へと戻る。なお、塩化コバルトは、欧州のREACH規制によりSVHCとして候補リストに掲載されているため、指示薬に有機化合物を用いたものが開発されている。
また、吸湿特性によりA型とB型があり、A型は低湿度でも水分を吸着し、加熱すると水分を放出して、乾燥剤として再生される。B型は高湿度では水分を多く吸着するが、低湿度では水分を放出するという珪藻土のような性質がある。

### クロマトグラフィーのカラム
カラムクロマトグラフィーの担体としても利用される。この場合はケイ酸末端が Si=O ではなく Si(OH)2 となるように処理されている。疎水性基で化学修飾した逆相担体や、化学修飾担体の製品も製造されている。
|                         | A型（乾燥用）                  | B型（調湿用）                        | 中低圧クロマトグラフィー用 | HPLC用                           |
| 吸湿率（相対湿度20%）   | 8以上（JIS規格値）             | 3以上（JIS規格値）                   |                            |                                  |
| 吸湿率（相対湿度50%）   | 20以上（JIS規格値）            | 10以上（JIS規格値）                  |                            |                                  |
| 吸湿率（相対湿度90%）   | 30以上（JIS規格値）            | 50以上（JIS規格値） 製品によっては70 |                            |                                  |
| pH                      | 4〜8（JIS規格値） 通常は弱酸性 | 4〜8（JIS規格値） 通常は弱酸性       | 処理による                 | 処理による                       |
| 粒子径                  | 数百μm - 数mm                  | 数百μm - 数mm                        | 40 - 200 μm                | 数μm                             |
| 細孔径 （ポアーサイズ） | 約24 Å（2.4 nm）               | 約60 Å（6 nm）                       | 40 - 100 Å（4〜10 nm）     | 40 - 300 Å（4〜30 nm）           |
| 細孔容積                | 0.46 ml/g                      | 0.75 ml/g                            | 0.6 - 1.2 ml/g             |                                  |
| 修飾・処理              | なし                           | なし                                 | なし（順相用） 中性など    | なし（順相用） ODS（逆相用）など |

吸湿率(%)
{\displaystyle {\frac {W_{1}-W_{0}}{W_{0}}}\times 100},　{\displaystyle W_{1}}=吸湿した試料の質量(g),{\displaystyle W_{0}}=試料の乾燥重量(g)
包装用シリカゲル乾燥剤の品質（JIS-Z-0701）

## 毒性
シリカゲルを経口摂取したとしても吸収されないため、全身毒性は無いとされる。